# Little America (stacja antarktyczna)
Little America – nazwa pięciu kolejnych stacji polarnych należących do Stanów Zjednoczonych, które znajdowały się na Lodowcu Szelfowym Rossa u wybrzeża Antarktydy.

## Historia

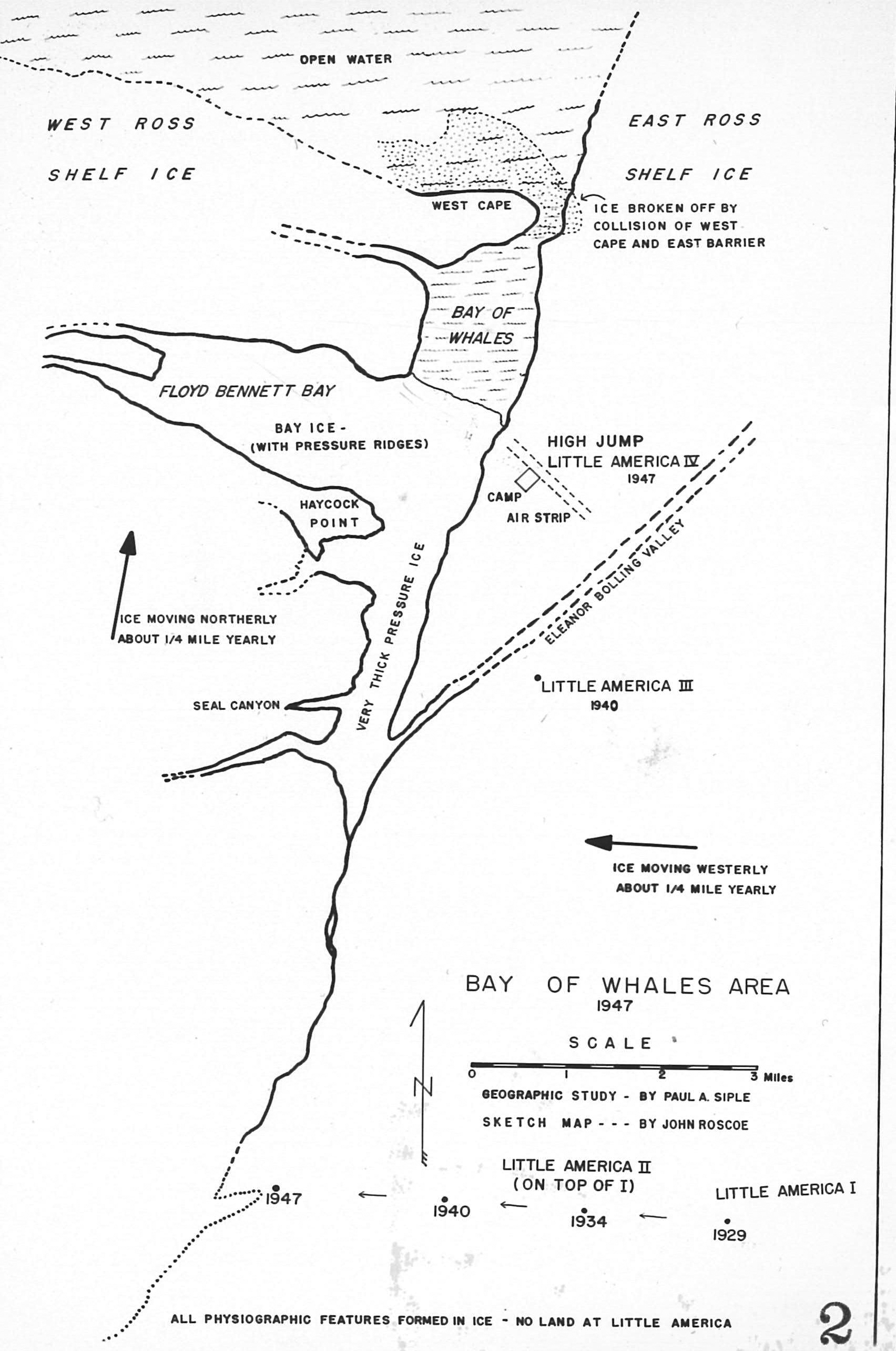
Mapa z 1947 roku, ukazująca położenie stacji Little America I–IV

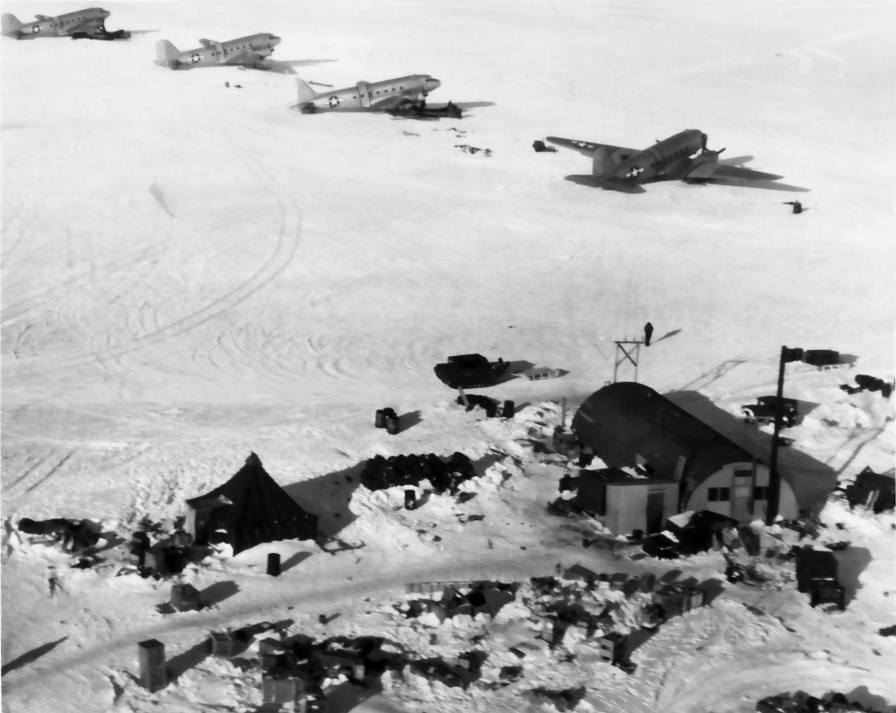
Samoloty transportowe Douglas C-47 Skytrain w stacji Little America IV podczas Operacji Highjump

Stacje znajdowały się w pobliżu Zatoki Wielorybiej na powierzchni lodowca szelfowego, na północ od Wyspy Roosevelta. Pierwsze dwie bazy służyły wyprawom Richarda Byrda z lat 1928-1930 i 1933-1935. W pierwszej z nich powstał film With Byrd at the South Pole, o wyprawie Byrda na biegun południowy. Little America III, zwana też West Base, działała w latach 1939-1941, w służbie United States Antarctic Service. Opuszczona, zbliżała się wraz z lodowcem ku otwartemu morzu. Na początku lat 60. szczątki tej stacji na pływającej górze lodowej dostrzeżono z jednego z przepływających tamtędy lodołamaczy. Little America IV była bazą Operacji Highjump w latach 1946-1947.

### Little America V
Little America V powstała na potrzeby Międzynarodowego Roku Geofizycznego w ramach Operacji Deep Freeze, działała od 4 stycznia 1956 do 31 grudnia 1959. Pełniła w tym czasie rolę głównej amerykańskiej stacji badawczej na Antarktydzie. Tak jak w przypadku poprzednich stacji, kluczową rolę w jej powstaniu i organizacji miał wiceadmirał Byrd. Tworzyły ją pomarańczowe budynki z prefabrykatów. Pracownicy z tej stacji budowali także położoną w głębi lądu stację Byrd, również zimą, gdy temperatura spadła do −61 °C. Po zamknięciu Little America V rolę głównej amerykańskiej bazy na kontynencie przejęła stacja McMurdo, wcześniej służąca jako lotnisko dla samolotów odbywających loty do stacji na biegunie południowym.

### Los stacji
Ruch lodowca szelfowego nieuchronnie oznaczał zniszczenie położonych na nim stacji. Lód na którym znajdowała się stacja przemieszczał się w stronę czoła lodowca, gdzie następuje jego cielenie. Jeszcze w latach 50. XX wieku część stacji Little America IV oderwała się od lodowca, dryfując w głąb oceanu. W 1987 roku od tej części Lodowca Szelfowego Rossa odłamała się jedna z największych w historii gór lodowych – obecnie miejsce, gdzie znajdowały się te stacje, nie istnieje.